# ديكسمور (إلينوي)
ديكسمور (بالإنجليزية: Dixmoor, Illinois)‏ هي قرية تقع في الولايات المتحدة في مقاطعة كوك، إلينوي. يقدر عدد سكانها بـ 3,644 نسمة .

## الموقع الجغرافي
الموقع الجغرافي للمناطق المحيطة بهذه النقطة هو كالتالي:

## أعلام
- توني جاكوبس